# Полосатый лесной сокол
Полосатый лесной сокол (лат. Micrastur ruficollis) — вид птиц из семейства соколиных, распространённых в Латинской Америке.

## Ареал
Встречается на большей части тропической и субтропической Латинской Америки, за исключением засушливого побережья Тихого океана Южной Америки, северной и западной Мексики. Живёт в тропических лесах. 

## Описание и поведение
Длина самца — около 33 см, самки — 38 см. 
Верхняя часть тела однородная, тёмно-серая. Ноги желтые. Хвост длинный. Короткие закругленные крылья подходят для охоты в лесу.
Питается в основном мелкими птицами, млекопитающими (главным образом грызунами и сумчатыми, такими как бразильский опоссум Marmosops paulensis) и рептилиями (чешуйчатыми), а также насекомыми.

## Размножение
Не строят гнезда, а откладывают два-три белых яйца в дуплах деревьев. Кладка происходит как правило в конце засушливого сезона, а вылупление происходит в начале сезона дождей, когда увеличивается численность добычи. Яйца вылупляются через 33–35 дней после кладки, птенцы оперяются через 35–44 дня после вылупления.
По-видимому, преимущественно моногамны. 